# Кент (город, Миннесота)
Кент (англ. Kent) — город в округе Уилкин, штат Миннесота, США. На площади 0,5 км² (0,5 км² — суша, водоёмов нет), согласно переписи 2002 года, проживают 120 человек. Плотность населения составляет 241 чел./км².
- Телефонный код города — 218
- Почтовый индекс — 56553
- FIPS-код города — 27-32786[1]
- GNIS-идентификатор — 0646108[2]